# كلاوس شميت
كلاوس شميت (بالألمانية: Klaus Schmidt)‏ (و. 1967  م) هو لاعب كرة قدم، ومدرب كرة قدم، من النمسا، ولد في غراتس.

## روابط خارجية
- كلاوس شميت على موقع قاعدة بيانات كرة القدم.إي يو (الإنجليزية)
- كلاوس شميت على موقع Soccerway.com (الإنجليزية)
- كلاوس شميت على موقع عالم كرة القدم.نت (الإنجليزية)